# Boletina dissipata
Boletina dissipata är en tvåvingeart som beskrevs av Eberhard Plassmann 1987. Boletina dissipata ingår i släktet Boletina och familjen svampmyggor.
Artens utbredningsområde är Sverige. Arten är reproducerande i Sverige. Inga underarter finns listade i Catalogue of Life.